# Otorowo (województwo kujawsko-pomorskie)

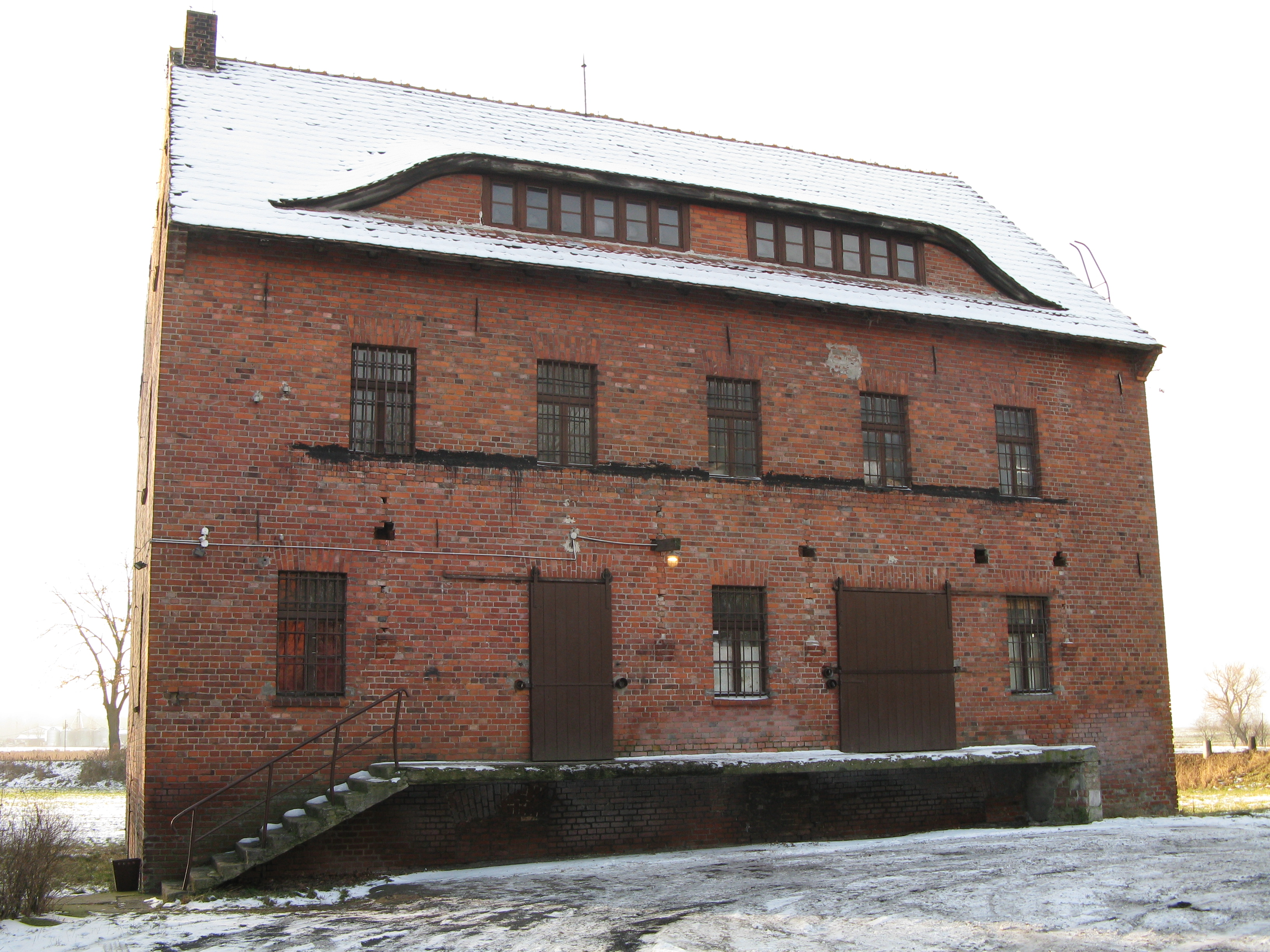
Otorowski Młyn

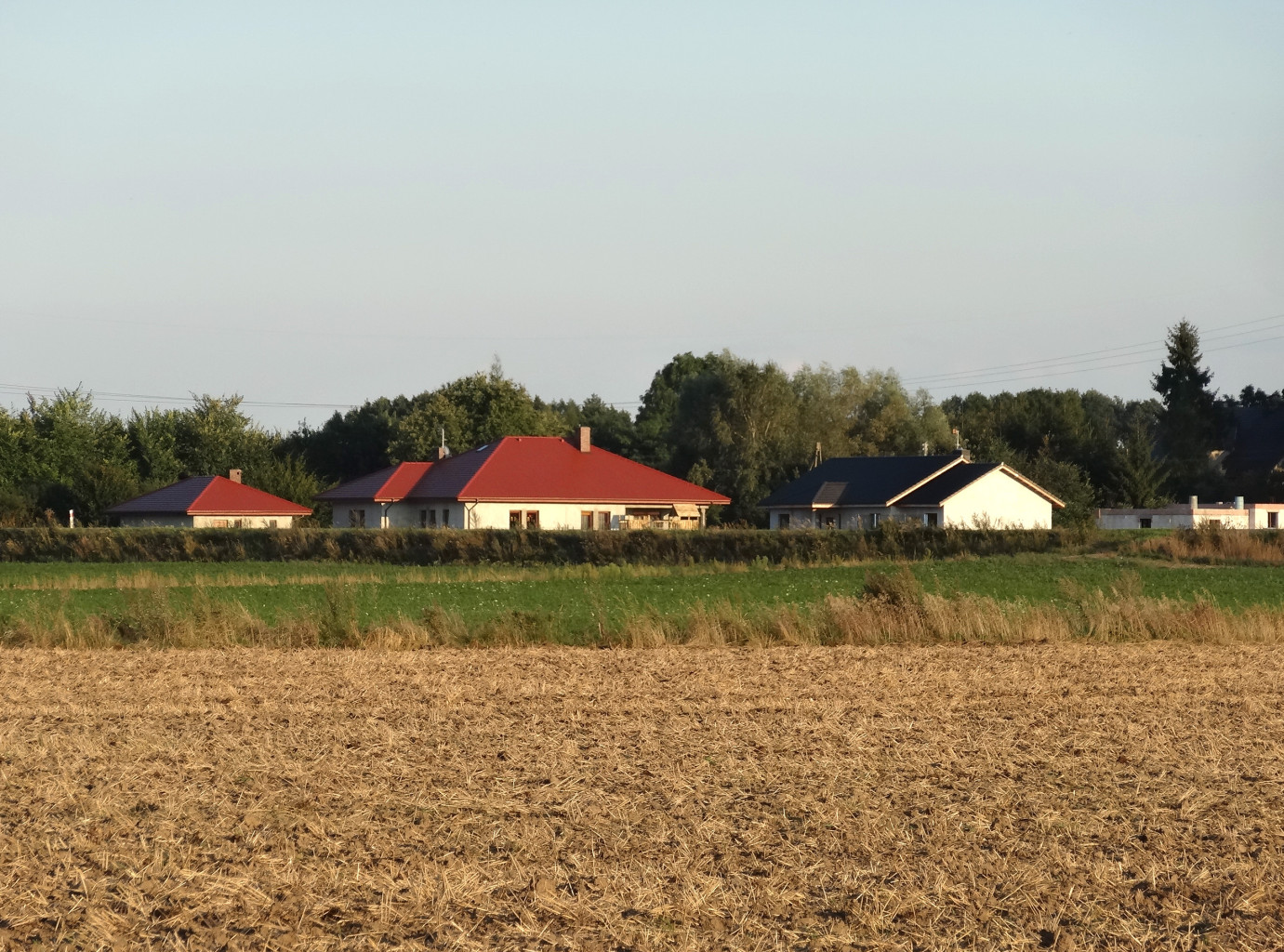
Zabudowa

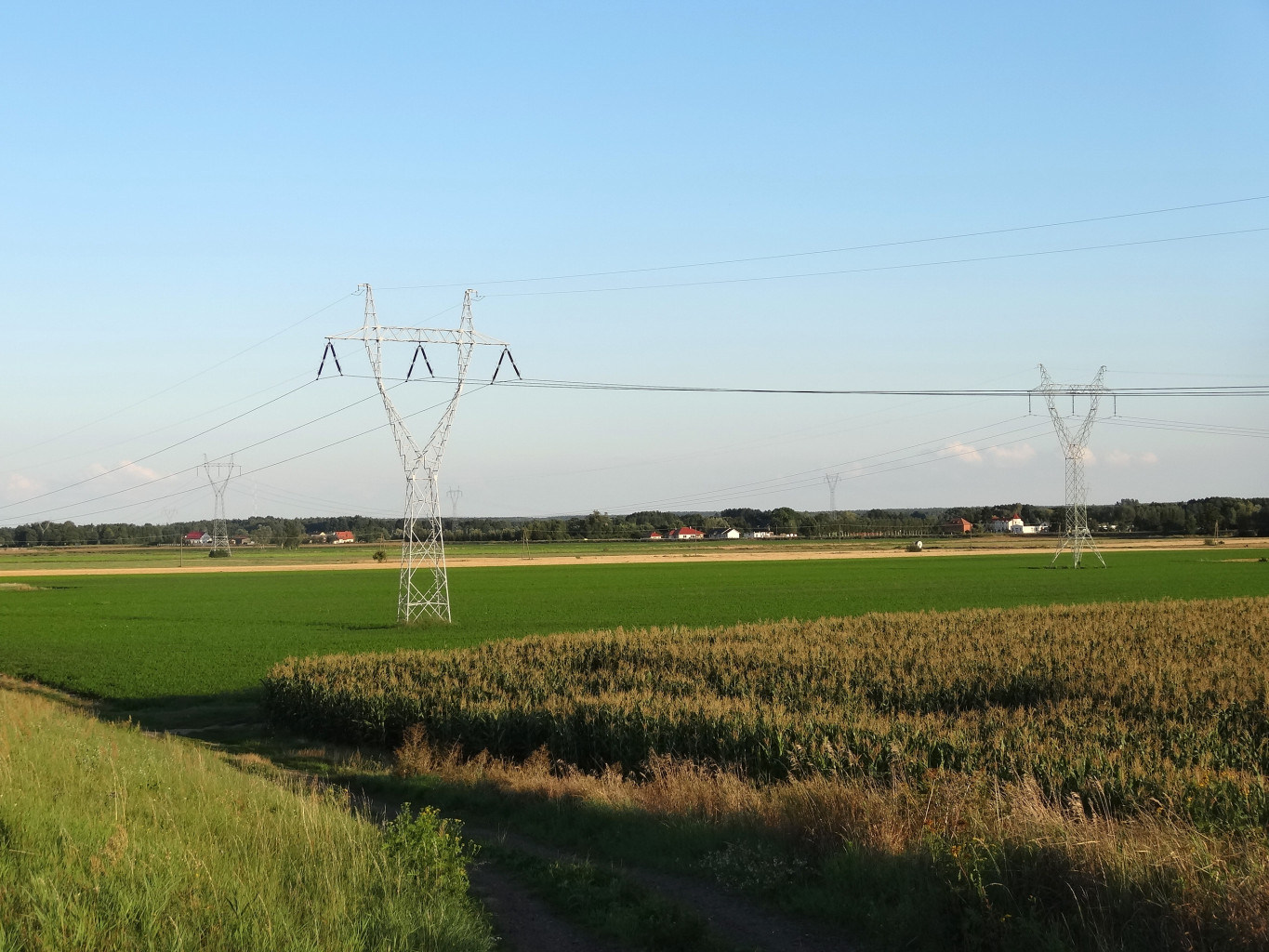
Widok z wału przeciwpowodziowego

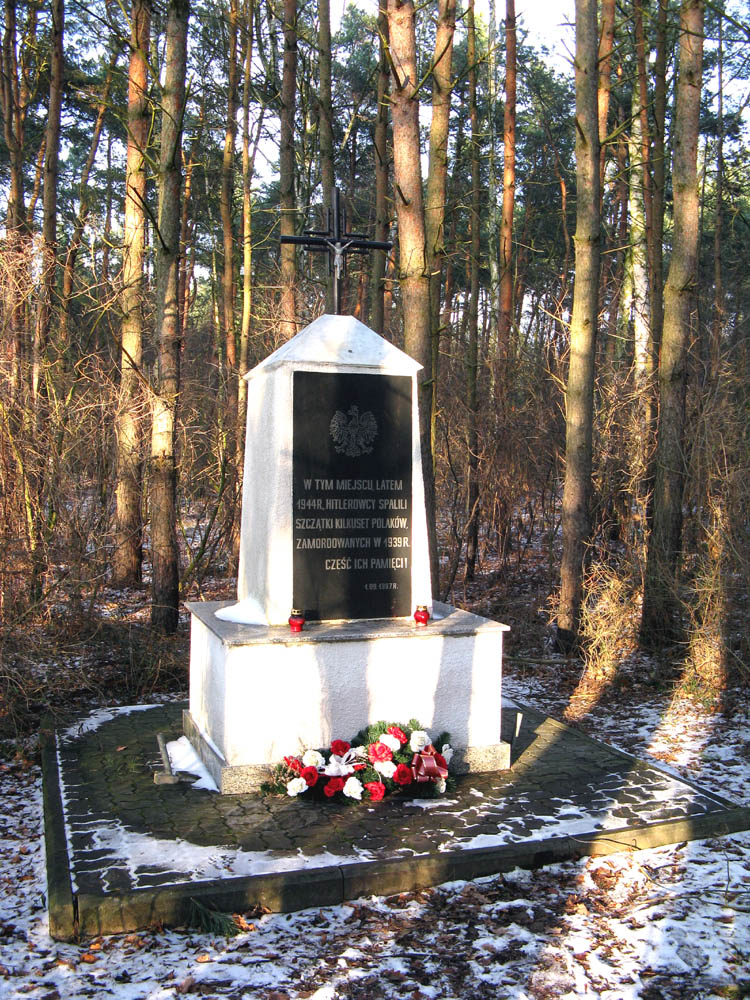
Pomnik pamięci narodowej w Otorowie

Otorowo (niem. Ottorowo, Otteraue) – wieś w Polsce, położona w województwie kujawsko-pomorskim, w powiecie bydgoskim, w gminie Solec Kujawski.

## Podział administracyjny
W latach 1975–1998 miejscowość położona była w województwie bydgoskim.

## Położenie
Otorowo jest wsią usytuowaną na południowym brzegu Wisły na wschód od wielkiego zakola rzeki. Wieś graniczy od zachodu z Bydgoszczą (osiedle Łęgnowo Wieś), od wschodu z Solcem Kujawskim, od południa poprzez linię kolejową nr 18 Bydgoszcz-Toruń z Makowiskami, zaś od północy z rzeką Wisłą.
Pod względem fizyczno-geograficznym Otorowo leży w obrębie Pradoliny Toruńsko-Eberswaldzkiej w mezoregionie Kotlina Toruńska i mikroregionie Dolina Łęgnowska (32 m n.p.m.). Większość terenu stanowią dawne tereny zalewowe rzeki o żyznych glebach, odseparowane od rzeki wałem przeciwpowodziowym. Na południu występuje zbocze oddzielające Równinę Łęgnowską od piaszczystej Terasy Soleckiej, porośniętej Puszczą Bydgoską. Na wschodzie Otorowa znajduje się tzw. Biała Góra, stanowiąca odkrytą wydmę śródlądową, widoczną z drogi powiatowej Bydgoszcz-Solec Kujawski.

## Charakterystyka
Otorowo ma charakter wsi podmiejskiej, położonej przy wschodniej granicy Bydgoszczy. Ze względu na wysoką klasę gleb, wielu mieszkańców trudni się rolnictwem. Wieś przecina droga powiatowa łączącą Solec Kujawski z Bydgoszczą oraz linia kolejowa nr 18.

### Zabytki
Jedną z pozostałości osadnictwa olęderskiego jest chata pomennonicka z 1768 roku.

### Szlaki turystyczne
Przez Otorowo przebiegają rowerowe szlaki turystyczne:
- szlak rowerowy „Po Dolinie Dolnej Wisły” Cierpice-Bydgoszcz-Świecie-Nowe-Gniew-Tczew-Kwidzyn-Grudziądz-Świecie-Ostromecko-Zamek Bierzgłowski
- Wiślana Trasa Rowerowa – odcinek lewobrzeżny

Przez miejscowość wiedzie droga rowerowa ze Bydgoszczy-Łęgnowa do Solca Kuajwskiego.

## Historia
Pierwsza wzmianka pisana o wsi Otorowo pochodzi z 1280 roku. Ówczesny właściciel kasztelanii wyszogrodzkiej książę pomorski Mściwój II zapisał m.in. tę osadę swojemu ciotecznemu szwagrowi Dobiesławowi z rodu Odrowążów i pozwolił zakładać tutaj gospodarstwa chłopskie zarówno na prawie polskim, jak i niemieckim. W późniejszych wiekach osiedliła się tu m.in. rodzina niemiecka Wilde, która w 1594 r. pełniła rolę pośrednika przy sprowadzeniu pierwszych olędrów do powiatu bydgoskiego, do wsi Przyłubie. Wieś królewska starostwa bydgoskiego położona była w końcu XVI wieku w powiecie bydgoskim województwa inowrocławskiego.
Istniejące wzdłuż rzeki Wisły tereny zalewowe z żyznymi madami były atrakcyjne dla osadnictwa i wykorzystania rolniczego. W XVI wieku wieś należała do parafii rzymskokatolickiej w Solcu (Kujawskim). W 1604 roku Otorowo było jedną z pierwszych wsi w powiecie bydgoskim, jaka otrzymała kontrakt olęderski z rąk starosty bydgoskiego Macieja Smoguleckiego. Do dziś zachowały się w oryginale przywileje królewskie dla olędrów w Otorowie. Pierwszy z nich wystawiony został przez Władysława IV w dniu 28 grudnia 1643 roku. Osadnictwo olęderskie w dolinie Wisły, a w późniejszym okresie także na innych terenach było popierane przez urzędników królewskich, gdyż sprzyjało zagospodarowaniu niewykorzystanych dotychczas, urodzajnych terenów nadrzecznych oraz kreowało nowe dochody. Otorowo, podobnie jak sąsiednie Łęgnowo i Makowiska było stosunkowo znacznie uposażone w ziemię oraz należało do najludniejszych wsi starostwa bydgoskiego. W czasie potopu szwedzkiego wieś została bardzo zniszczona. Odbudowano ją w II połowie XVII w. W 1662 roku mieszkało tu 26 osób, a 11 lat później w 1673 – 66 osób.
Tuż przed wojną północną mieszkało w Otorowie 24 rodzin chłopskich, które płaciły czynsz na rzecz starostwa bydgoskiego. Katastrofę gospodarczą, podobnie jak dla wszystkich wsi w rejonie Bydgoszczy przyniosły grabieże i gwałty dokonane przez stacjonujące tu w okresie 1703-1719 wojska szwedzkie, saskie, polskie, austriackie i rosyjskie. Należy jednak zaznaczyć, że Otorowo było jedną z nielicznych wsi starościńskich, która nie została całkowicie opuszczona w tym okresie. Jedynie część ludności wiejskiej pod wpływem ciężarów spowodowanych wojną ratowała się ucieczką, bądź też pozostała na miejscu, ale była tak zrujnowana, że nie mogła płacić podatków. Największe szkody ze strony wojska poniesiono w 1708 oraz w 1709 roku. 18 października 1710 r. mieszkańcy wsi złożyli następujące zeznanie:

"przez prawie 10 lat przeżywali ciężkie hyberny i podatki tak w ludziach, którzy po większy części dalszych nie mogąc znieść ciężarów, ze starostwa powyprowadzali się, w inwentarzach, dobytkach i zasiewach zrujnowały i zubożały. Iż także wniwecz obróconych ludzie w tych wsiach jeszcze zostające ani bydła, ani chleba nie mają i w wysiewkach w cale opuściwszy. Żadnego do wypłacenia hyberny i wszelkich innych podatków Rzeczypospolitej sposobu nie mają ani mieć nie mogą"

W 1712 roku mieszkało tu jeszcze 6 rodzin, w 1713 – 4, a w 1717 – 2 rodziny. Jednak w 1717 roku Otorowo było jedyną wsią starostwa bydgoskiego, w której obsiewano ziemię.
Odbudowa gospodarcza wsi następowała od około 1720 roku. W 1734 r. wójt bydgoski wydał kontrakt na zasiedlenie wsi ważny na 50 lat. W 1744 roku na ponad 20 włókach mieszkało tu 23 rodzin o holendersko, względnie niemiecko brzmiących nazwiskach (Zettlau, Wegner, Fandrey, Freter, Kufalk, Hefs, Fric, Resenke, Lipke, Gise itd.) Osadnicy obowiązani byli płacić podatki na rzecz wójta-starosty (czynsz, wgajne, pogłówne, hiberna) oraz wykonywać pewne prace na rzecz dworu, za które otrzymywali ściśle określone ilości piwa z browaru starościńskiego, szykowane w miejscowej karczmie.
Wedle inwentarzu wójtostwa i starostwa bydgoskiego z 1753 roku wieś posiadała 25 włók i 23 gospodarzy, którzy oprócz płacenia podatków „piwo i gorzałkę na swoje potrzeby z zamku lub karczmy zamkowej brać powinni, drzewo do budowy wozić i do młynów bydgoskich mleć jeździć są obowiązani”. Tuż przed I rozbiorem Polski w 1766 r. w Otorowie mieszkało 20 gospodarzy na 25 włókach i 20 morgach ziemi. Byli zwolnieni z prac na rzecz dworu, a w razie zalewu pól przez Wisłę, mogli wypasać bydło w lasach wójtowskich.
Przejście Otorowa w 1772 roku pod władzę pruską z chwilą pierwszego rozbioru Polski, w sposób drastyczny ograniczyło przedłużenie kontraktów, a co za tym idzie, zamieranie osadnictwa olęderskiego. W latach 80. i 90. XIX wieku w Łęgnowie i Otorowie zbudowano wały przeciwpowodziowe, które chroniły pola przed okresowym zalewaniem przez wezbrane wody Wisły. Inwestycja ta związana była z szeroko zakrojoną regulacją Wisły na odcinku pruskim od Otłoczyna do Gdańska.
W XIX wieku w Otorowie mieszkali głównie Niemcy, wyznania ewangelicko-unijnego. Spis miejscowości rejencji bydgoskiej z 1833 r. podaje, że we wsi mieszkało 252 osób (wszyscy ewangelicy) w 31 domach. Na wschodnim krańcu wsi znajdował się Otorowski Młyn, gdzie w 3 domach mieszkało dodatkowo 25 ewangelików. Według opisu Jana Nepomucena Bobrowicza z 1846 r. wieś i młyn wodny Otorowo należały do rządowej domeny bydgoskiej. We wsi istniała filialna świątynia ewangelicka. Kolejny spis z 1860 r. podaje, że we wsi mieszkało 238 osób (wszyscy ewangelicy) w 29 domach. We wsi znajdowała się szkoła elementarna. Natomiast w osadzie Otorowo-młyn mieszkało 30 osób (26 ewangelików, 4 katolików). Otorowo należało do parafii katolickiej i ewangelickiej w Bydgoszczy, a Otorowo młyn – w Solcu (Kujawskim).
Dla roku 1884 Słownik geograficzny Królestwa Polskiego podaje, że w miejscowości mieszkało 211 osób, w tym 11 katolików. W 1911 roku na granicy wsi Otorowo i Łęgnowo wzniesiono zbór ewangelicki, sfinansowany przez rząd pruski. W 1941 r. miejscowość liczyła 182 mieszkańców.
W 1945 roku kościół przekazano parafii pw. św. Stanisława Biskupa i Męczennika w Solcu Kujawskim. Od 31 maja 1968 stał się kościołem parafialnym, gdy kard. Stefan Wyszyński erygował parafię pw. Matki Bożej Królowej Polski.
Od 1 sierpnia 1977 po włączeniu wsi Łęgnowo do terytorium administracyjnego miasta Bydgoszczy, Otorowo stało się wsią oddzielającą od zachodu Bydgoszcz, od wschodu Solec Kujawski.

### Otorowski Młyn
Nad strumieniem płynącym z Puszczy Bydgoskiej do Wisły znajdował się Otorowski Młyn (niem. Ottorowo Friedrichwilhelmsmuehle), odnotowany już w 1580 roku, należący do starostwa bydgoskiego. Na początku XVII wieku ze starostwa bydgoskiego wydzielono niegrodowe starostwo soleckie, któremu przydzielono m.in. młyn i karczmę w Otorowie. W 1884 roku w osadzie Otorowski Młyn mieszkało 39 osób, w tym 3 katolików.

### Zbrodnia pod Otorowem
Jesienią 1939 r. okupanci niemieccy zamordowali w lesie pod Otorowem kilkuset Polaków – mieszkańców Bydgoszczy oraz okolicznych wsi.

## Statystyka
Poniżej podano wybrane informacje statystyczne dotyczące wsi Otorowo na podstawie Banku Danych Lokalnych GUS.
Narodowy Spis Powszechny 2002 wykazał, że we wsi Otorowo mieszkało 279 osób w 89 gospodarstwach domowych. 30% populacji posiadało wykształcenie wyższe lub średnie. We wsi znajdowało się 41 budynków ze 68 mieszkaniami. 38% mieszkań pochodziło sprzed 1945 roku, zaś 20% wzniesiono w latach 1989–2002.
Narodowy Spis Powszechny 2011 odnotował 351 mieszkańców Otorowa. W 2013 r. działalność gospodarczą prowadziło 30 podmiotów, w tym 26 osób fizycznych i 4 spółki handlowe (w tym 1 z udziałem kapitału zagranicznego). Dominowały mikroprzedsiębiorstwa (zatrudnienie: 0-9 osób). Tylko jedno przedsiębiorstwo zatrudniało powyżej 10 osób.
W latach 2008–2013 oddano do użytku 9 mieszkań – wszystkie w budownictwie indywidualnym. Stanowiło to ⅓ nowych mieszkań wzniesionych w tym czasie na obszarze wiejskim całej gminy Solec Kujawski.